# Acrodictys
Acrodictys är ett släkte av svampar. Acrodictys ingår i divisionen sporsäcksvampar och riket svampar.